# Moebius (film 1996)
Moebius è un film del 1996 diretto da Gustavo Mosquera.
Il regista argentino, professore, ha realizzato questa pellicola insieme ad alcuni studenti dell'Universidad del Cine di Buenos Aires. Il film è basato su un racconto del 1950 di Armin Joseph Deutsch dal titolo Una metropolitana chiamata Moebius (A Subway Named Mobius).

## Trama
Un giovane topologo di nome Daniel Pratt viene incaricato di indagare sulla misteriosa scomparsa di un treno nella metropolitana di Buenos Aires. Dopo un incontro con il direttore e con dirigenti statali, Pratt ricerca i progetti relativi ai lavori dell'ultimo ampliamento della rete e scopre che un suo vecchio professore dell'Università ha ideato il progetto e che ha preso le copie dello stesso. Dopo averlo cercato inutilmente all'Università riesce ad entrare nel suo appartamento con l'aiuto di una ragazzina che poi lo seguirà nelle sue ricerche. Studia quindi il materiale trovato in casa del suo professore, e da buon topologo ipotizza che il treno sia scomparso a causa dell'elevata complessità topologica della rete che ha generato una sorta di nastro di Möbius.
Questa ipotesi non convince le autorità e quindi Pratt, salutata la sua giovane amica, cerca di salire sul treno fantasma. Ci riesce solo quando ha perso le speranze di riuscirci e scopre, una volta a bordo, che i passeggeri sono come in stato di trance, mentre alla guida trova il suo vecchio professore al quale chiede spiegazioni. Il giorno dopo, il treno scomparso viene ritrovato completamente vuoto; per terra, in uno dei convogli, c'è il quaderno degli appunti di Pratt che viene trovato dal direttore della metropolitana. Subito dopo questi viene avvisato che un altro treno è scomparso.

## Il film
Il film è ambientato quasi tutto in una labirintica e desolata metropolitana nella quale una stazione si chiama Borges. In questi abissi si aggira un matematico somigliante più a un detective dei film noir che a una classica figura di studioso, un giovane che già dal nome richiama la figura di Daniel Pratt che ha vissuto per vari anni in Argentina. Il treno scomparso diventa metafora del dramma dei desaparecidos, differenziandosi pertanto in modo radicale dal racconto di Deutsch. Come ricorda lo stesso Mosquera: «Fu così che un nuovo elemento incominciò a dare un'altra atmosfera al film, molto più intensa, e a offrire un motivo forte per adattare il testo alla situazione della repubblica argentina».

## Produzione
Il film, prodotto dalla Universidad del Cine, è costato solamente 250000 dollari, la sparizione del convoglio e altre parti del film sono state girate con una macchina da presa 35 mm del 1926 - ricostruita in parte dallo stesso Mosquera - e rimontate un fotogramma per volta. Tutte le fasi della post-produzione si sono svolte poi negli studi dell'istituto.

## Riconoscimenti
Il film è stato presentato a vari festival ed ha avuto i seguenti premi:
- Avana Film Festival 1996: migliore fotografia, migliore suono;
- Bangkok Film Festival 1998: premio della giuria;
- Festival del Cinema latino americano di Huelva 1996: premio della critica;
- Miami Hispanic Film Festival 1997: migliore sceneggiatura;
- Viennale 1997: premio FIPRESCI.

## Citazioni
Intro:

"La metropolitana è senza dubbio un simbolo dei nostri tempi. Un labirinto dove in silenzio incrociamo i nostri simili senza sapere chi sono e dove vanno. Centinaia di banchine su cui approfittiamo per fare un bilancio, rivedere una situazione e cercare di raggiungere, più che un treno, un cambiamento di vita. È uno strano gioco, ci caliamo in tunnel interminabili, senza renderci conto che ad ogni cambio di treno stiamo cambiando definitivamente il nostro destino. "

Dialogo fra Daniel Pratt e il suo professore nella metropolitana che è entrata nel loop:

"Di cosa ha paura Pratt?"

"Le vertigini"

"È normale. Nessuno può trovarsi di fronte all'infinito senza provare le vertigini. Nessuno può sperimentarlo senza sentirsi profondamente disorientato."